# Antlers - Spirito insaziabile
Antlers - Spirito insaziabile (Antlers) è un film ultimato nel 2019 e uscito nelle sale nel 2021 diretto da Scott Cooper.
Il film è prodotto da Guillermo del Toro, David S. Goyer e J. Miles Dale con la sceneggiatura di C. Henry Chaisson, Nick Antosca e Cooper. È basato sul racconto The Quiet Boy, scritto da Antosca, pubblicato sul magazine Guernica.

## Trama
Julia Meadows, un'insegnante di una cittadina dell'Oregon, comincia a interessarsi ad un timido e introverso studente, Lucas Weaver, quando scopre (troppo tardi) che il ragazzino nasconde un segreto terribile, che potrebbe mettere a rischio la vita degli abitanti della città in cui la donna vive insieme al fratello sceriffo Paul.

## Promozione
Il trailer è stato pubblicato il 19 agosto 2019.

## Distribuzione
La pellicola doveva essere distribuita nelle sale statunitensi il 17 aprile 2020, ma viene posticipata a data da destinarsi a causa della pandemia di COVID-19. Nel luglio 2020 la data viene fissata per il 19 febbraio 2021, ma viene poi nuovamente posticipata al 29 ottobre 2021. In Italia è stato distribuito nelle sale cinematografiche dal 28 ottobre 2021.